# Kirkland (Kanada)

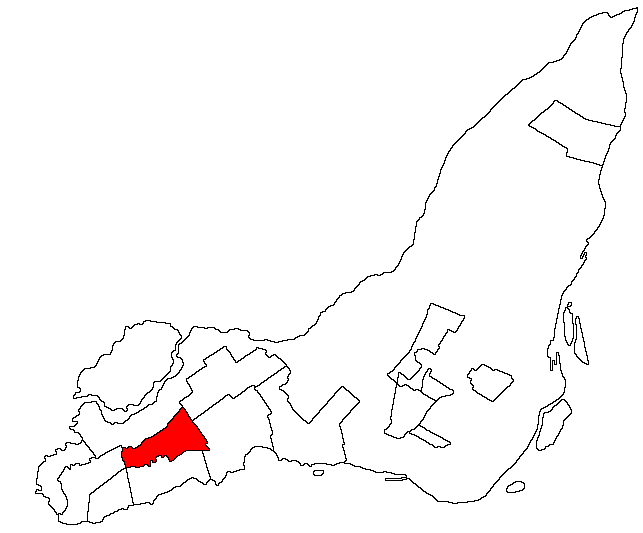
Kirkland na mapie wyspy Île de Montréal

Kirkland – miasto w Kanadzie, w prowincji Quebec, w regionie Montreal. Leży w obszarze metropolitarnym Montrealu. Miasto jest rozdzielone na część południową i północną przez autostradę Félix-Leclerc, częścią autostrady "Trans-Canada".
1 stycznia 2002 Kirkland zostało włączone do Montrealu. 20 czerwca mieszkańcy byłego miasta przegłosowali opcję odłączenia, co doprowadziło do odzyskania praw miejskich i odłączenia się od Montrealu 1 stycznia 2006 roku.
Liczba mieszkańców Kirkland wynosi 21 253. Język angielski jest językiem ojczystym dla 44,9%, francuski dla 22,0%, włoski dla 8,5%, arabski dla 3,2%, grecki dla 2,4%, hiszpański dla 1,8%, perski dla 1,4%, niemiecki dla 1,2%, pendżabski dla 1,1%, polski dla 1,1% mieszkańców (2011).